# Pleurotomella aperta
Pleurotomella aperta är en snäckart som beskrevs av Dall 1927. Pleurotomella aperta ingår i släktet Pleurotomella och familjen kägelsnäckor. Inga underarter finns listade i Catalogue of Life.